# Narraga tessularia
Narraga tessularia là một loài bướm đêm trong họ Geometridae.